# شهرستان کلیتون (آیووا)
شهرستان کلیتون، آیووا (به انگلیسی: Clayton County, Iowa) شهرستانی در ایالات متحده آمریکا است که در آیووا واقع شده‌است.